# Гексафтороплюмбаты
Гексафтороплюмбаты — неорганические соединения, комплексные соли фторида щелочного металла и фторида свинца с формулой M2I[PbF6].

## Получение
- Растворением карбоната щелочного металла в растворе фторида свинца в плавиковой кислоте:

{\displaystyle {\mathsf {PbF_{4}+2HF+Na_{2}CO_{3}\ {\xrightarrow {}}\ Na_{2}[PbF_{6}]+CO_{2}+H_{2}O}}}
- Растворением сплава диоксида свинца и соответствующей щёлочи в концентрированной плавиковой кислоте:

{\displaystyle {\mathsf {PbO_{2}+2RbOH+6HF\ {\xrightarrow {}}\ Rb_{2}[PbF_{6}]+4H_{2}O}}}

## Свойства
Гексафтороплюмбаты представляют собой бесцветные ромбоэдрические кристаллы.